# Ditaxis fasciculata
Ditaxis fasciculata là một loài thực vật có hoa trong họ Đại kích. Loài này được Vahl ex A.Juss. mô tả khoa học đầu tiên năm 1824.